# Курбанов, Сухроб Усманович
Курбанов Сухроб Усманович (1 декабря 1946, Курган-Тюбе, Таджикская ССР, СССР — 10 мая 2016, Душанбе, Таджикистан) — советский, таджикский художник-живописец, график, педагог. Народный художник СССР (1990). Лауреат премии Ленинского комсомола (1977) и трёх Государственных премий Таджикистана имени А. Рудаки (1990, 1996, 2010).

## Биография
Курбанов Сухроб родился 1 декабря 1946 года в Курган-Тюбе (ныне Бохтар) в Таджикистане.
Учился художественное училище, Душанбе (1963-65), Московский художественный институт имени В. И. Сурикова, мастерская монументальной живописи, руководитель К. Тутеволь (1965-71).
Автор монументальных живописных композиций — «Авиценна» (1980), «Вдохновение» (1982), «Сон в лунную ночь» (1983), «Праздник урожая» (1984), триптих «Мыслю — значит существую» (1985), «Моя Родина» (1987) и другие работы.
К наиболее значительным его достижениям в области монументалистики можно отнести роспись во дворце «Вахдат» (1974), ряд гобеленов в здании Национальной библиотеки им. А. Фирдоуси (1978—1980), скульптурную композицию на торце Дома литераторов им. М. Турсун-заде (1981) в Душанбе, а также мозаику на здании Гидроэлетростанции в Нуреке (1987).
До 1982 год преподавал в Республиканском художественном училище. Профессор.
Исключительно своими усилиями создал и возглавил первую в Республике Таджикистан картинную галерею «Suhrob Art gallery».
Активно сотрудничал с художниками других стран, в частности с художниками России, Украины, Китая, а также занимался популяризацией их творчества в Таджикистане и за его пределами. Был участником многих международных выставок и фестивалей.
Произведения художника находятся в известных музеях мира, в Третьяковской галерее, частных коллекциях США, Германии, Финляндии, Греции, Венгрии, Ирана, Ирака и других стран.
Председатель правления Союза художников Таджикистана в 1982—2012 годах. Член Союза художников СССР с 1971 года. Почётный зарубежный член Российской академии художеств (2009). Действительный член Академии художеств Республики Кыргызстан (1998). Иностранный действительный член Национальной академии искусств Украины (2012). Почётный профессор Шанхайского университета (2011) и Художественного института Нанкина (2012). Член Международной конфедерации художников (Москва).
В 1989 избран народным депутатом СССР от Союза художников СССР.
Скоропостижно скончался 10 мая 2016 года в Душанбе от сердечной недостаточности. Похоронен на кладбище «Сари Осиё».

## Звания и награды
- Народный художник Таджикской ССР (1986)
- Народный художник СССР (1990)
- Премия Ленинского комсомола (1977)
- Государственная премия Таджикистана имени А. Рудаки в области литературы, искусства и архитектуры (1990, 1996, 2010)
- Золотая Пушкинская медаль России (2000)
- Серебряная медаль РАХ (2011)
- Серебряная медаль ВДНХ СССР (1973).
- Почётный знак Министерства иностранных дел России «За особый вклад в международное сотрудничество» (2016, посмертно).

## Творчество
Оформительская деятельность:
- гобелены в интерьерах Национальной библиотеки имени А. Фирдоуси (в соавторстве)
- гобелены в интерьерах Государственного цирка (Душанбе)
- композиция «Звезды поэзии» (Душанбе, Дом писателей имени Н. Турсун-Заде)
- герб Душанбе
- государственная геральдика Республики Таджикистан.
- фреска «50 лет Таджикистана» (Душанбе, дворец «Вахдат»)

Станковые полотна:
- «Купола Востока»
- «Праздник весны»
- «Портрет девушки»
- «Подруги»
- «Свадьба»
- «Абстракция № 1»
- «Абстракция № 2»
- «Абстракция № 3»
- «Цветы радости»
- «Музыканты»
- «Два попугая»
- «Обнаженная со спины»
- «Девочка со скрипкой»
- «Портрет дочери»